# Tres micos savis

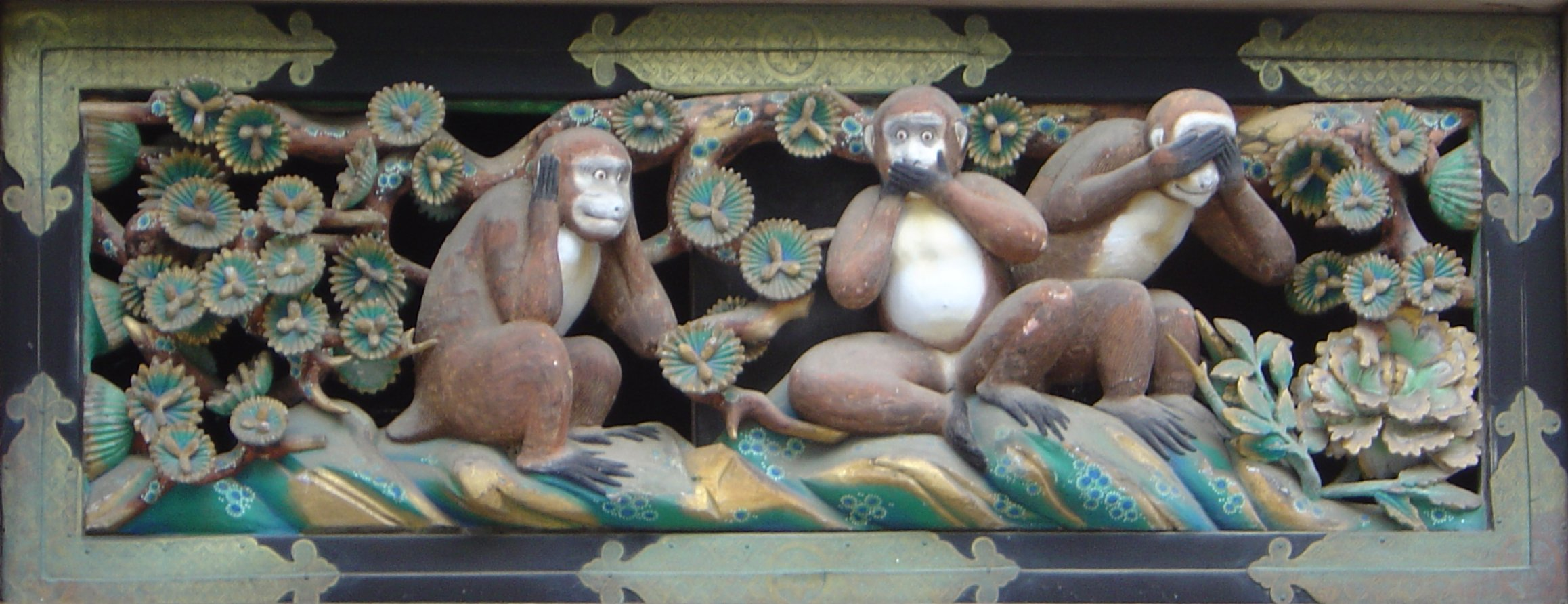
Els tres micos savis sobre el santuari Tōshō-gū de Nikkō, Japó

Els tres micos savis (japonès: 三猿, Hepburn: san'en o sanzaru, alternativament 三匹の猿 sanbiki no saru, literalment "tres micos"), de vegades anomenats els tres simis místics, són una màxima pictòrica. Encarnen el principi proverbial de "no veure cap mal, no sentir cap mal, no dir cap mal". Les tres mones són Mizaru, que es cobreix els ulls i, per tant, no veient cap mal; Kikazaru, cobrint les seves orelles (no sentint cap mal); i Iwazaru, cobrint la seva boca, (no dient cap mal). Aquests noms signifiquen en japonès, respectivament, no veure, no sentir i no parlar.
Fora del Japó, a vegades es dona erròniament als dos últims els noms de Mikazaru, i Mazaru.

## Origen

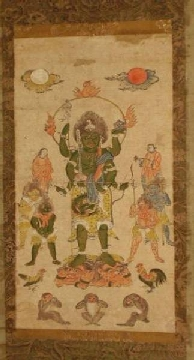
Pergamí Kōshin amb els tres micos

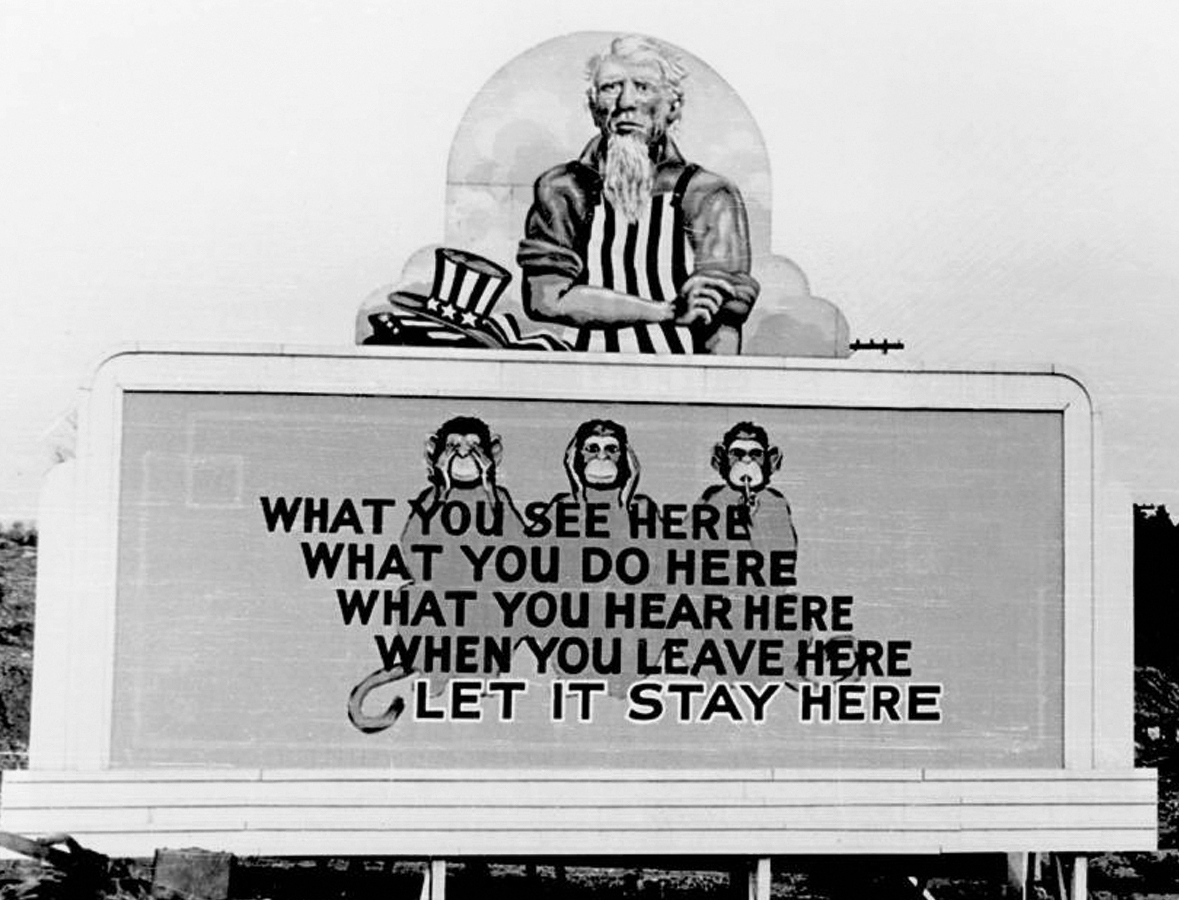
Un cartell de la Segona Guerra Mundial dirigit als participants del Projecte de Manhattan

La font que popularitzà aquesta màxima pictòrica és una talla del segle xvii sobre una porta del famós santuari Tōshō-gū de Nikkō, al Japó. 

## Caràcters Unicode
Unicode proporciona representacions emoji dels micos de la manera següent:
- Mizaru: U+1F648 🙈 see-no-evil monkey
- Kikazaru: U+1F649 🙉 hear-no-evil monkey
- Iwazaru: U+1F64A 🙊 speak-no-evil monkey